# ASFAR Rabat
Association Sportive des Forces Armées Royales, zkráceně ASFAR, je fotbalový klub z marockého města Rabat. Barvami jsou červená, černá a zelená.

## Historie
Klub byl založen v roce 1958 po získání nezávislosti.

## Úspěchy
- Marocká liga (13): 1961, 1962, 1963, 1964, 1967, 1968, 1970, 1984, 1987, 1989, 2005, 2008, 2023
- Marocký pohár (12):  1959, 1971, 1984, 1985, 1986, 1999, 2003, 2004, 2007, 2008, 2009, 2020,
- Pohár mistrů CAF (1): 1985
- Konfederační pohár CAF: 2005